# Damernas jaktstart vid världsmästerskapen i skidskytte 2012
Damernas jaktstart vid Skidskytte-VM 2012 avgjordes på Chiemgau-Arena i Ruhpolding, Tyskland, söndagen den 4 mars 2012 (CET).
Jaktstarten var damernas andra individuella tävling på mästerskapet. Distansen var 10 km. Startordningen i denna tävling var helt beroende av hur slutresultatet blev på den föregående tävlingen (sprinten). Om man till exempel vann med 4 sekunder före tvåan på sprinten gick man ut först i jaktstarten, 4 sekunder före tvåan o.s.v.
Jaktstarten vanns av Darja Domratjeva före Magdalena Neuner och Olga Viluchina.

## Tidigare världsmästare i jaktstart
| År   | Ort             | Mästare          |
| ---- | --------------- | ---------------- |
| 2007 | Antholz         | Magdalena Neuner |
| 2008 | Östersund       | Andrea Henkel    |
| 2009 | Pyeongchang     | Helena Jonsson   |
| 2010 | Chanty-Mansijsk | Tävlades inte i  |
| 2011 | Chanty-Mansijsk | Kaisa Mäkäräinen |

## Resultat
| Placering | Namn               | Land      | Tid     | Straffrundor (L+L+S+S) |
| --------- | ------------------ | --------- | ------- | ---------------------- |
| 1         | Darja Domratjeva   | Belarus   | 29.39,6 | 2 (0+1+1+0)            |
| 2         | Magdalena Neuner   | Tyskland  | +25,1   | 3 (0+1+0+2)            |
| 3         | Olga Viluchina     | Ryssland  | +1.15,4 | 1 (0+0+1+0)            |
| 4         | Tora Berger        | Norge     | +1.25,8 | 3 (1+0+1+1)            |
| 5         | Helena Ekholm      | Sverige   | +1.28,3 | 2 (1+0+1+0)            |
| 6         | Marie Laure Brunet | Frankrike | +1.31,1 | 2 (0+0+1+1)            |
| 7         | Olga Zajtseva      | Ryssland  | +1.58,6 | 1 (0+0+1+0)            |
| 8         | Vita Semerenko     | Ukraina   | +2.05,7 | 3 (1+0+1+1)            |
| 9         | Marie Dorin Habert | Frankrike | +2.18,3 | 1 (1+0+0+0)            |
| 10        | Anna Maria Nilsson | Sverige   | +2.22,3 | 0 (0+0+0+0)            |